# Knižní lázně

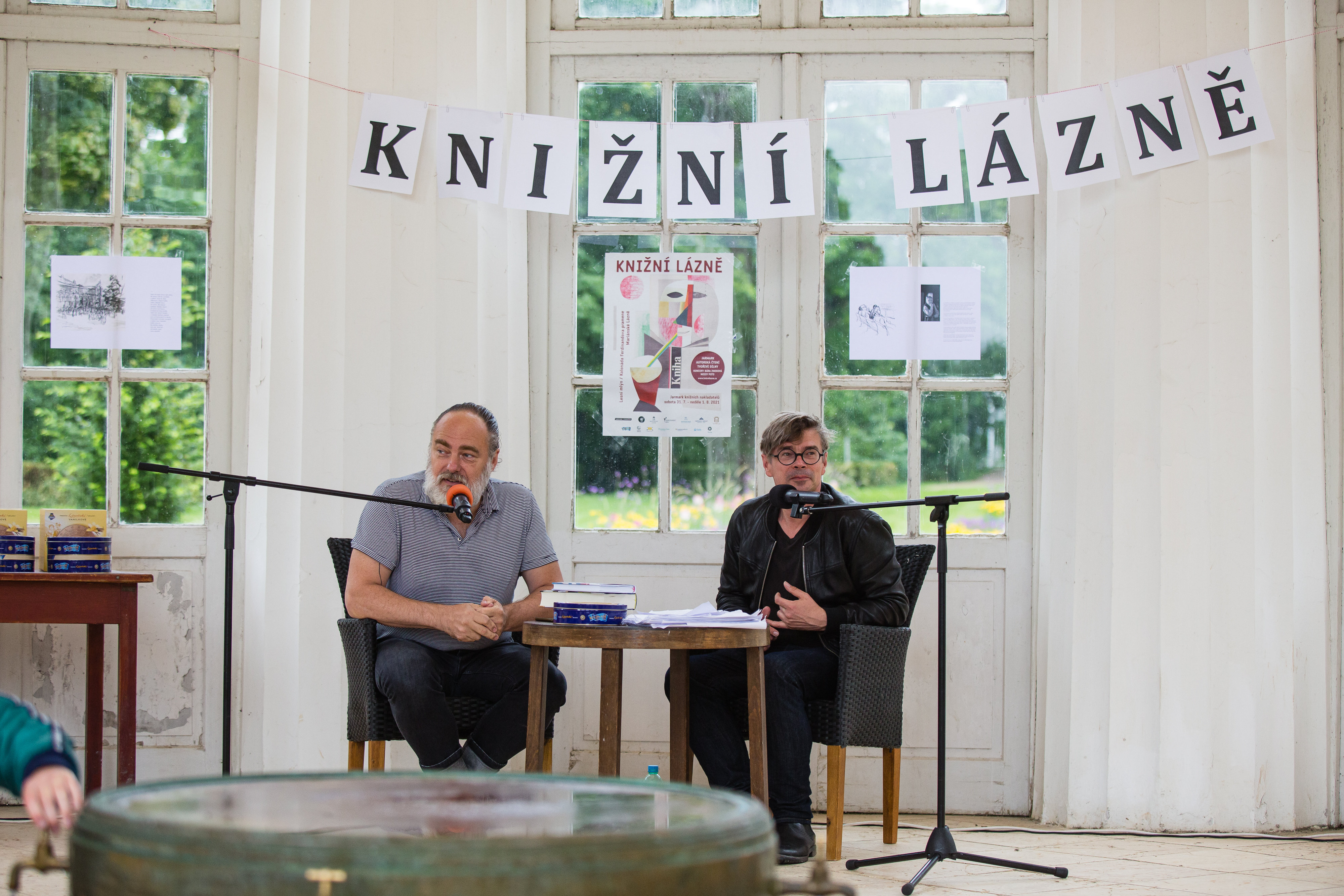
Joachim Dvořák a Jaroslav Rudiš na Knižních lázních v roce 2021

Festival Knižní lázně byl založen v roce 2020 Klárou Khine v reakci na první vlnu pandemie covidu-19, kdy se malí nakladatelé ocitli ve složité situaci především z ekonomických důvodů. Letní setkání malých nakladatelů a knihkupců se čtenáři se odehrává v Mariánských Lázních, první dva ročníky proběhly na kolonádě Ferdinandova pramene, od 3. ročníku se akce přesouvá do lázeňského centra na Hlavní kolonádu. Společenský předvečer akce se odehrává v prostorách hotelu Lesní mlýn.
Festival nabízí třídenní knižní trh a program pro děti i dospělé – autorská čtení, diskuse, přednášky, tvořivé dílny, setkání s autory, dětské soutěže, hudební koncerty, divadlo atd. Cíle akce jsou dle organizátorů rozšíření nabídky kulturních akcí v západočeském regionu, zvýšení povědomí o aktuální české knižní produkci malých nakladatelů a podpora četby a duševního zdraví.
Knižní lázně organizují „čtenářský pobyt“ pro širokou veřejnost, kdy je účastníkovi vybranému na základě jeho přihlášky nabídnut pobyt v lázeňském městě za účelem vlastní četby. První „čtenářské pobyty“ nabídly v roce 2021 tři společnosti: Ensana Health Spa Hotels (Mariánské Lázně), Hotel Imperial (Karlovy Vary) a město Františkovy Lázně. V  tomtéž roce byla hostitelská města zapsána do Seznamu světového dědictví UNESCO. Ambasadory prvních pobytů se stali herečka Anna Polívková a spisovatel Jaroslav Rudiš.
Od 3. ročníku nabízí Knižní lázně ve spolupráci s Goethe Institutem i rezidenční pobyt.